# Small Device C Compiler
 (mars 2021).
 (avril 2022).
Le Small Device C Compiler (abrégé SDCC) est un compilateur C pour des microcontrôleurs 8-bits. Il est distribué sous la Licence publique générale GNU. Le paquetage contient également un assembleur, un éditeur de liens, un simulateur et un débogueur.

## Architectures
- MCS-51,  Maxim/Dallas DS80C390.
- Zilog Z80, Z180, eZ80 en mode Z80; Rabbit Semiconductor 2000, 2000A, 3000, 3000A; Sharp LR35902 (processeur Game Boy); Toshiba TLCS-90, Z80N (processeur ZX Spectrum Next), R800.
- Motorola/Freescale/NXP 68HC08 et 68HCS08.
- STMicroelectronics STM8.
- Padauk PDK14 et PDK15.
- MOS Technology 6502, WDC 65C02.